# Gibson Hall (Londres)
Pour les articles homonymes, voir Gibson.
 (septembre 2018).

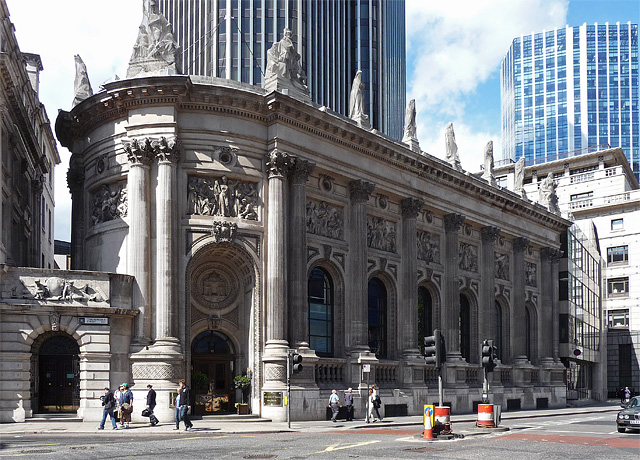
Extérieur

Westminster Bank est un bâtiment classé Grade I situé dans la City de Londres. Le bâtiment est maintenant connu sous le nom de Gibson Hall, d'après le nom de son concepteur, John Gibson.

## Histoire
Construit en 1865, l'édifice a été commandé pour servir de quartier général aux directeurs de la National Provincial Bank of England in Bishopsgate.
L'extérieur du bâtiment est en pierres, avec des colonnes, des sculptures et une riche décoration retraçant l'artisanat et les industries à qui la banque a fourni ses services financiers. L'édifice a été classé Bâtiment de Grade I en 1950.
Depuis que son nom a été changé en Gibson Hall dans les années 1990, la salle a été exploitée comme un lieu d'accueil d'évènements ; elle est louée au public.